# Matematikai állandók
Az állandó fogalom magyarázatát lásd a konstans című szócikkben.

## Matematikai állandók táblázata
Rövidítések:
- R – racionális szám, I – irracionális szám, A – algebrai szám, T – transzcendens szám
- Ált – általános, SzE – számelmélet, KE – káoszelmélet, Komb – kombinatorika, Inf – információelmélet, Ana – matematikai analízis

| Szim- bólum                 | Közelítő érték/ Konkrét érték                                                        | Név                                                            | Terület  | Fajta | Először leírva                    | Ismert számjegyek száma |
| --------------------------- | ------------------------------------------------------------------------------------ | -------------------------------------------------------------- | -------- | ----- | --------------------------------- | ----------------------- |
| 0                           | 0                                                                                    | nulla                                                          | Ált      | R     | i. e. 7. század – i. e. 5. század |                         |
| 1                           | 1                                                                                    | egy                                                            | Ált      | R     |                                   |                         |
| i                           | {\displaystyle ={\sqrt {-1}}}                                                        | imaginárius egység                                             | Ált, Ana | A     | 16. század                        |                         |
| π                           | ≈ 3,14159 26535 89793 23846 26433 83279                                              | pi, Ludolph-féle szám                                          | Ált, Ana | T     | i. e. 2000                        | 50 000 000 000 000      |
| e                           | ≈ 2,71828 18284 59045 23536 02874 71352                                              | Napier- vagy Euler-féle szám (a természetes logaritmus alapja) | Ált, Ana | T     | 1618                              | 8 000 000 000 000       |
| {\displaystyle {\sqrt {2}}} | ≈ 1,41421 35623 73095 04880 16887 24209                                              | Püthagorasz-állandó, négyzetgyök kettő                         | Ált      | A     | i. e. 800                         | 10 000 000 000 000      |
| {\displaystyle {\sqrt {3}}} | ≈ 1,73205 08075 68877 29352 74463 41505                                              | Theodorus-állandó, négyzetgyök három                           | Ált      | A     | i. e. 800                         | 2 000 000 000 000       |
| γ                           | ≈ 0,57721 56649 01532 86060 65120 90082                                              | Euler–Mascheroni-állandó                                       | Ált, SzE |       | 1735                              | 14 922 244 771          |
| φ                           | ≈ 1,61803 39887 49894 84820 45868 34365                                              | aranymetszés-arány                                             | Ált      | A     | i. e. 3. század                   | 100 000 000 000         |
| β*                          | ≈ 0,70258                                                                            | Embree–Trefethen-állandó                                       | SzE      |       |                                   |                         |
| δ                           | ≈ 4,66920 16091 02990 67185 32038 20466                                              | Feigenbaum-állandó                                             | KE       |       | 1975.                             |                         |
| α                           | ≈ 2,50290 78750 95892 82228 39028 73218                                              | Feigenbaum-állandó                                             | KE       |       |                                   |                         |
| C2                          | ≈ 0,66016 18158 46869 57392 78121 10014                                              | ikerprím-állandó                                               | SzE      |       |                                   | 5020                    |
| M1                          | ≈ 0,26149 72128 47642 78375 54268 38608                                              | Meissel–Mertens-állandó                                        | SzE      |       | 1866 1874                         | 8010                    |
| B2                          | ≈ 1,90216 05823                                                                      | Brun-konstans ikerprímek                                       | SzE      |       | 1919                              | 10                      |
| B4                          | ≈ 0,87058 83800                                                                      | Brun-konstans négyes prímszámok                                | SzE      |       |                                   |                         |
| Λ                           | > – 2,7 · 10−9                                                                       | de Bruijn–Newman-állandó                                       | SzE      |       | 1950?                             |                         |
| K                           | ≈ 0,91596 55941 77219 01505 46035 14932                                              | Catalan-állandó                                                | Kom      |       |                                   | 15 510 000 000          |
| K                           | ≈ 0,76422 36535 89220 66299                                                          | Landau–Ramanujan-állandó                                       | SzE      |       |                                   | 30 010                  |
| K                           | ≈ 1,13198 824                                                                        | Viswanath-állandó                                              | SzE      |       |                                   | 8                       |
| B´L                         | = 1                                                                                  | Legendre-állandó                                               | SzE      |       |                                   |                         |
| μ                           | ≈ 1,45136 92348 83381 05028 39684 85892                                              | Ramanujan–Soldner-állandó                                      | SzE      |       |                                   | 75 500                  |
| EB                          | ≈ 1,60669 51524 15291 763                                                            | Erdős–Borwein-állandó                                          | SzE      | I     |                                   |                         |
| β                           | ≈ 0,28016 94990 23869 13303                                                          | Bernstein-állandó                                              | Ana      |       |                                   |                         |
| λ                           | ≈ 0,30366 30029                                                                      | Gauss–Kuzmin–Wirsing-állandó                                   | Kom      |       | 1974                              | 385                     |
| σ                           | ≈ 0,35323 63718 54995 98454                                                          | Hafner–Sarnak–McCurley-állandó                                 | SzE      |       | 1993                              |                         |
| λ, μ                        | ≈ 0,62432 99885                                                                      | Golomb–Dickman-állandó                                         | Kom      |       | 1930 1964                         |                         |
|                             | ≈ 0,62946 50204                                                                      | Cahen-állandó                                                  |          | T     | 1891                              | 4000                    |
|                             | ≈ 0,66274 34193                                                                      | Laplace-határ                                                  |          |       |                                   |                         |
|                             | ≈ 0,80939 40205                                                                      | Alladi–Grinstead-állandó                                       | SzE      |       |                                   |                         |
| Λ                           | ≈ 1,09868 58055                                                                      | Lengyel-állandó                                                | Kom      |       | 1992                              |                         |
|                             | ≈ 1,18656 91104                                                                      | Khinchin–Lévy-állandó                                          | SzE      |       |                                   |                         |
| ζ(3)                        | ≈ 1,20205 69031 59594 28539 97381                                                    | Apéry-állandó                                                  |          | I     | 1979                              | 1 000 000 000           |
| θ                           | ≈ 1,30637 78838 63080 69046                                                          | Mills-állandó                                                  | SzE      |       | 1947                              |                         |
|                             | ≈ 1,45607 49485 82689 67139 95953 51116                                              | Backhouse-állandó                                              |          |       |                                   |                         |
|                             | ≈ 1,46707 80794                                                                      | Porter-állandó                                                 | SzE      |       | 1975                              |                         |
|                             | ≈ 1,53960 07178                                                                      | Lieb-állandó                                                   | Kom      |       | 1967                              |                         |
|                             | ≈ 1,70521 11401 05367                                                                | Niven-állandó                                                  | SzE      |       | 1969                              |                         |
| K                           | ≈ 2,58498 17596                                                                      | Sierpiński-állandó                                             |          |       |                                   |                         |
|                             | ≈ 2,68545 20010 65306 44530                                                          | Khinchin-állandó                                               | SzE      |       | 1934                              | 7350                    |
| F                           | ≈ 2,80777 02420                                                                      | Fransén–Robinson-állandó                                       | Ana      |       |                                   |                         |
| L                           | ≈ 0,5                                                                                | Landau-állandó                                                 | Ana      |       |                                   | 1                       |
|                             | = {\displaystyle e^{\pi {\sqrt {163}}}} = 262 537 412 640 768 743, 99999 99999 9925… | Rámánudzsan-állandó                                            | SzE      |       |                                   |                         |
| C                           | C10 = 0,1234567891011… C2 = 0,11011100… 2 C3 = 0,12101112… 3 stb.                    | Champernowne-állandó                                           | SzE      |       |                                   |                         |